# Litauens regenter
Følgende er en liste over regenter af Litauen – storfyrster, konger og præsidenter – lederne af det historisk litauiske territorium. Tidslinjen indeholder Litauen som en suveræn stat eller som del af en større statsdannelse. Regenterne er anført med de navne der anvendes på Litauisk, alternativt med traditionelle danske navne, i nogle tilfælde er også polske navne anført.
Staten Litauen blev dannet i 1230'erne, da den Liviske Orden truede fra nord og den Tyske Orden fra vest, forenedes de Baltiske stammer sig under Mindaugas' ledelse. Han blev den eneste kronede konge Litauen. Hans statdannelse blev kendt som Storfyrstendømmet Litauen. Efter at Storfyrste Jogaila også blev konge af Polen i 1386, blev de to stater tættere forbundet, og fra 1440 blev begge regeret af en fælles regent. I 1569 blev sammenslutningen af Lublin underskrevet og en ny enhed - den polsk-litauiske realunion - blev skabt. Realunionen blev delt i 1795, og Litauen blev en del af det russiske imperium indtil 16. februar 1918. Rådet for Litauen blev i stand til at fastslå områdets suverænitet i 1919, efter at Tyskland havde tabt Første Verdenskrig. Den første republik Litauen eksisterede indtil 1940, da den blev indtaget af Sovjetunionen. Under 2. verdenskrig var Litauen besat af Nazi-Tyskland. I 1944, da Tyskland var ved at tabe krigen, indtog Sovjetunionen igen Litauen og etablerede det Litauiske SSR. Herefter var Litauen en af de sovjetiske republikker. Den 11. marts 1990 blev Litauen den første sovjetiske republik, der erklærede uafhængighed. Den restaurerede Republikken Litauen er en demokratisk republik, og medlem af både EU og NATO.

## Tidlige Storfyrster (1236–1291)
Årstallene er ca. på grund af de sparsomme skriftlige kilder. 
| Periode   | Storfyrste | Bemærkninger |
| --------- | ---------- | --- |
| 1236–1263 | Mindaugas  | Oprindeligt Storfyrste, fra 1253 Konge af Litauen. Efter har var myrdet af sin nevø, Treniota, udbrød krig mellem adelen om magt. |
| 1263–1264 | Treniota   | |
| 1264–1267 | Vaišvilkas | Søn af Mindaugas, opgav frivilligt tronen og overdrog til sin svoger Švarnas                                                      |
| 1267–1269 | Švarnas    | |
| 1269–1282 | Traidenis  | |
| 1282–1285 | Daumantas  | |

## Gediminas-slægten (1291–1440)
Nogle årstal er ca.
| Periode   | Storfyrste             | Bemærkninger |
| --------- | ---------------------- | --- |
| 1285–1291 | Butigeidis             | Stamfader til Gediminas-slægten |
| 1291–1295 | Butvydas               | Bror til Butigeidis, far til Vytenis og Gediminas |
| 1295–1316 | Vytenis                | Søn af Butvydas |
| 1316–1341 | Gediminas              | Søn af Butvydas. Efter hans død blev Litauen opsplittet mellem hans 7 sønner. |
| 1341–1345 | Jaunutis               | Søn af Gediminas. Storfyrste af Litauen, fjernet af hans brødre Algirdas og Kęstutis. |
| 1345–1377 | Algirdas               | Søn af Gediminas. hans medregent, Kęstutis regerede vest-Litauen mens Algirdas var mest aktiv i øst-Litauen. |
| 1377–1381 | Jogaila                | Søn af Algirdas. Stamfader til Jogailas-grenen af Gediminas-slægten. |
| 1381–1382 | Kęstutis               | Søn af Gediminas, Jogailas medregent. Kęstutis regerede vest-Litauen (med hovedstad i Trakai) og Tvang Jogaila fra magten i Litauen i 1381, kun for at blive fanget og sandsynligvis myrdet af Jogailas bror, Skirgaila, året efter.                                        |
| 1382–1392 | Jogaila                | Kronet til Konge af Polen 1386–1434 og oprettede personalunionen af Litauen og Polen. Hans guvernør i Litauen hed Švitrigaila (1387–1392). |
| 1392–1430 | Vytautas Didysis       | Søn af Kęstutis. Støttede faderen i kampen mod Jogaila, hvorefter han skiftede side og blev Storfyrste af Litauen i 1392. Vytautas Didysis skulle have været kronet konge af Litauen i 1392, men kronen blev stoppet af polakkerne, han døde før en anden krone nåede frem. |
| 1430–1432 | Švitrigaila            | Søn af Algirdas, bror til Jogaila. Tvunget fra magten af Žygimantas Kęstutaitis' støtter. |
| 1432–1440 | Žygimantas Kęstutaitis | Søn af Kęstutis, bror til Vytautas Didysis. Myrdet af Švitrigailas støtter. |

### Gediminas-slægten, Jogailas-grenen (1440–1572)
På trods af at Krevo-unionen med Polen blev undertegnet så tidligt som 1385, begyndte linjen med fælles herskere i de to lande først med Kazimieras Jogailaitis (selv efter ham valgte den polske og litauiske to gange forskellige herskere efter den tidligere fælles monark død, men den litauiske storfyrste endte altid til sidst med at overtage den polske trone). Monarkerne beholdt separate titler til de to dele af staten, og deres nummerering blev holdt adskilt. Den Jagiellon-grenen var en direkte fortsættelse af Gediminas-slægten.
| Periode   | Storfyrste (litauisk navn) | Bemærkninger                                                                                                 |
| --------- | -------------------------- | --- |
| 1440–1492 | Kazimieras Jogailaitis     | Søn af Jogaila. Valgt og kronet til konge af Polen i 1447 efter hans bror kong Władysław 3. Warneńczyks død. |
| 1492–1506 | Aleksandras I              | Søn af Kazimieras Jogailaitis. Valgt og kronet til konge af Polen i 1501 efter kong Johan I Albrechts død.   |
| 1506–1548 | Žygimantas Senasis         | Søn af Kazimieras Jogailaitis.                                                                               |
| 1548–1572 | Žygimantas Augustas        | Søn af Žygimantas Senasis. De facto regent fra 1529.                                                         |

## Den polsk-litauiske realunion (1569–1795)
Den polsk-litauiske realunion blev etableret med Lublinunionen i 1569. Den valgte konge af Polen blev valgt af litauiske adelsslægter som storfyrste af Litauen (indtil da var det litauiske fyrstedømme arveligt). Den første regent af realunionen var Sigismund II Augustus. Efter polens delinger i 1772, 1793 og 1795 ophørte Den polsk-litauiske realunion med at eksistere, og Litauen blev en del af det russiske imperium i 123 år. Der er nogle huller i tidslinjen, da det i nogle tilfælde tog et stykke tid at vælge en ny konge. Den første Storfyrste valgt fra Gediminas-slægten uddøde, og efter at Valois flygtede tilbage til Frankrig blev Stefan Báthory valgt som Storfyrste af Litauen på baggrund af hans etablering Vilnius Universitet.
Titel: Konge af Polen og Storfyrste af Litauen (polsk: Król Polski, wielki książę litewski, litauisk: Lenkijos karalius ir Lietuvos didysis kunigaikštis, hviderussisk: karol Polščy, vialiki kniaź litoŭski).
| Storfyrste periode | Litauisk Storfyrste (litauisk navn) | Slægt                 | Polsk konge (polsk navn)     | Bemærkninger |
| ------------------ | ----------------------------------- | --------------------- | ---------------------------- | --- |
| 1573–1575          | Henrikas Valua                      | Valois                | Henryk III Walezy            | Konge af Frankrig som Henri III de France (Henrik 3. af Frankrig) (1574-1589). Forlod tronen og flygtede til Frankrig.                                                    |
| 1576–1586          | Steponas Batoras                    | Báthory               | Stefan Batory                | |
| 1588–1632          | Zigmantas Vaza                      | Vasa                  | Zygmunt III Waza             | Konge af Sverige som Sigismund (1592-1599). Foreslog en personalunion mellem realunionen og Sverige.                                                                      |
| 1632–1648          | Vladislovas Vaza                    | Vasa                  | Władysław IV Waza            | |
| 1648–1668          | Jonas Kazimieras Vaza               | Vasa                  | Jan II Kazimierz Waza        | Den sidste regent af Vasa-slægten i realunionen. Abdicerede 1668 og blev munk.                                                                                            |
| 1669–1673          | Mykolas Kaributas Višnioveckis      | Litauisk adel         | Michał Korybut Wiśniowiecki  | |
| 1674–1696          | Jonas Sobieskis                     | Polsk adel (szlachta) | Jan III Sobieski             | |
| 1697–1706          | Augustas II Stiprusis               | Wettin                | August II Mocny              | Kurfyrste af Sachsen som Friedrich August I (1694-1733) |
| 1706–1709          | Stanislovas Leščinskis              | Polsk adel (szlachta) | Stanisław Leszczyński        | Den Polske Arvefølgekrig |
| 1709–1733          | Augustas II Stiprusis               | Wettin                | August II Mocny              | Kurfyrste af Sachsen som Friedrich August I (1694-1733) |
| 1733–1734          | Stanislovas Leščinskis              | Polsk adel (szlachta) | Stanisław Leszczyński        | Den Polske Arvefølgekrig |
| 1734–1763          | Augustas III Saksas                 | Wettin                | August III Sas               | |
| 1764–1795          | Stanislovas Augustas Poniatovskis   | Polsk adel (szlachta) | Stanisław August Poniatowski | Under hans regeringstid blev Den polsk-litauiske realunion nedlagt i 1791. Efter Polens endelige deling i 1795 abdicerede Stanislav Poniatovski og døde i eksil i Rusland |